# Jelcz 663.32
Jelcz 663.32 – specjalistyczny militarny samochód ciężarowy wysokiej mobilności w terenie, zbudowanych w układzie trzyosiowym 6x6, zaprojektowany przez polskie przedsiębiorstwo Jelcz z przeznaczeniem dla polskich sił zbrojnych jako nośnik samobieżnej haubicy AHS Kryl.

## Projekt
Ze względu na specyficzne wymagania dla podwozia będącego nośnikiem haubicy, jak również wymogu dostosowania do transportu lotniczego, wiążącego się z ograniczeniem masy i wysokości pojazdu, zastosowano kilka nietypowych dla dotychczasowych produktów Jelcz rozwiązań jak: obniżona kabina w układzie klasycznym (silnik przed kabiną), wykonanie dla redukcji ciężaru opancerzonej kabiny i ramy podwozia z materiałów o podwyższonej wytrzymałości oraz zastosowanie lekkich mostów napędowych AxelTech nowej generacji. Rama została wykonana ze szwedzkiej stali 650 i zapewnia odpowiednią wytrzymałość przy przenoszeniu obciążeń powstałych przy strzelaniu z haubicy. Z tyłu zastosowano w zawieszeniu resory piórowe i amortyzatory teleskopowe o dużym skoku. Kabina w wykonaniu militarnym jest wykonana ze szwedzkiej stali pancernej grubości 5,5 mm. Dopuszczalna masa całkowita pojazdu wynosi 22–23 tony. 
Prototyp powstał w 2014 roku i został zaprezentowany na salonie MSPO w Kielcach we wrześniu tego roku. Możliwe jest opracowanie także kabiny nieopancerzonej i zaproponowanie np. wersji aeromobilnego ciężkiego samochodu gaśniczego. Jedyną europejską konkurencją w chwili opracowania Jelcza 663 był Mercedes-Benz Zetros.